# Roststjärtad shama
Roststjärtad shama (Copsychus pyrropygus) är en fågel i familjen flugsnappare. Den förekommer i delar av Sydostasien. Arten minskar i antal, så pass att IUCN listar den som nära hotad.

## Utseende
Roststjärtad shama är en 20–22 cm lång trastliknande fågel med för shamor relativt kraftig näbb och kort stjärt. Hanen blågråsvart på huvud, rygg, vingar och bröst, med ett kort vitt ögonbrynsstreck framför ögat, orange- till rostrött på nedre delen av bröstet, övergumpen och stjärten, den senare med ett svartaktigt ändband. Resten av undersidan är vitaktig. Näbben är svart och benen skäraktiga.
Honan är gråbrun ovan, med rostorange på strupe, bröst och flanker medan resten av undersidan är vit. Stjärtteckningen liknar hanens. Ungfågeln liknar honan men är inledningsvis streckad rostbeige ovan och som vingband samt mer streckat bröst.

## Utbredning och systematik
Fågeln återfinns på Malackahalvön samt på Sumatra och Borneo. Den behandlas som monotypisk, det vill säga att den inte delas in i några underarter.

### Släktestillhörighet
Roststjärtad shama placeras traditionellt som ensam art i släktet Trichixos. Flera genetiska studier visar dock att roststjärtad shama är inbäddad i släktet. Tongivande taxonomiska auktoriteter som eBird/Clements och International Ornithological Congress (IOC) inkluderar därför den i Copsychus, och denna linje följs här. 

### Familjetillhörighet
Shamor med släktingar ansågs fram tills nyligen liksom bland andra stenskvättor, stentrastar och buskskvättor vara små trastar. DNA-studier visar dock att de är marklevande flugsnappare (Muscicapidae) och förs därför numera till den familjen.

## Status
Roststjärtad shama tros ha minskat relativt kraftigt till följd av skogsavverkningar och fångst. Internationella naturvårdsunionen IUCN kategoriserar arten som nära hotad.